# Love Language
Love Language è il decimo album in studio della cantante americana Angie Stone, pubblicato il 19 maggio 2023 da Conjunction Entertainment e SoNo Recording. Le canzoni Kiss You e The Gym con Musiq Soulchild sono state pubblicate prima dell'album. L'album include un'ulteriore collaborazione con il figlio di Stone, Swayvo Train.

## Tracce
1. Love Is Real – 3:25
2. The Gym (featuring Musiq Soulchild) – 3:19
3. Kiss You – 3:45 (Walter W. Millsap III, Xavier Gordon, Alewa Muhammad, Candice C. Nelson, Kiara White)
4. Good Man – 3:32
5. High – 3:47
6. Love Language – 2:57
7. All I Need – 3:30
8. Love the Feeling – 3:54
9. Old Thang Back (featuring Swayvo Train) – 3:27
10. Kiss You (X mix) – 3:48
11. Kiss You (Jersey club mix) – 2:20